# والاس هریسون

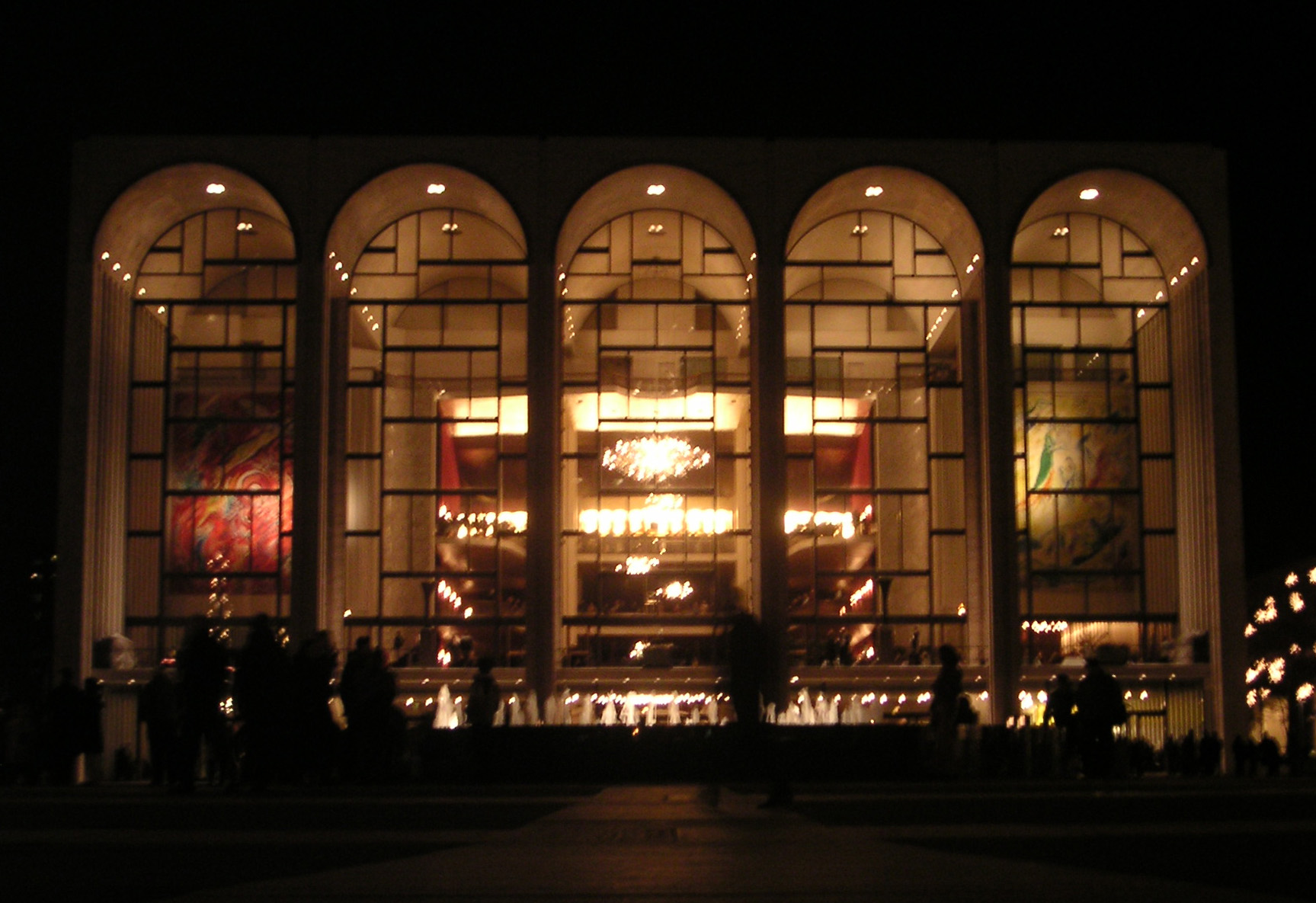
والاس هریسون

 والاس هریسون (انگلیسی: Wallace Harrison؛ ۲۸ سپتامبر ۱۸۹۵ – ۲ دسامبر ۱۹۸۱) یک معمار اهل ایالات متحده آمریکا بود.
وی همچنین برنده جوایزی همچون مدال طلای ای‌آی‌ای شده است.